# Bivin
Bivin od Gorzea (francuski: Bivin de Gorze; također znan na francuskom kao Beuves, Buwin, Bouvin, Bouin, Brouin, Warin, Guérin) (o. 822. – 865./869.) bio je franački plemić, Bosonid, opat laik u jednoj opatiji te grof Ardennesa.
Njegovi su roditelji danas nepoznati.
Bivin je oženio kćer Bosa Starijeg, čije je ime možda bilo Richilda. Dobili su djecu:
- vojvoda Rikard od Burgundije
- kralj Boso Provansalski
- kraljica Francuske, Richilde Provansalska,[3] konkubina te supruga Karla II. Ćelavoga
- Radbert? (biskup Valencea)[4]